# Muraszombat
Muraszombat (szlovénul Murska Sobota IPA: [ˈmúːɾska ˈsóːbɔta], németül Olsnitz IPA: [ˈɔlsnɪt͡s], vendül Mürska Sobota IPA: [ˈmyːrska ˈsoːbɔta] vagy Mörska Sobota IPA: [ˈmørska ˈsoːbɔta]) város és egyben a hasonló nevű alapszintű közigazgatási egység, azaz község központja Szlovéniában, Muravidék régióban. A Muraszombati egyházmegye püspöki székhelye.

## Nevének eredete
Muraszombat a nevét a szombati napokon tartott hetivásárairól kapta, előtagja arra utal, hogy a Lendva-patak, amely mellett épült, a Mura vízrendszeréhez tartozik. A helyi magyar lakosság a város nevét a -ba, -ban helyhatározó ragokkal használja („Muraszombatban”).

## Fekvése
Szlovénia legészakibb városa. Muravidéken, az Alsó-Mura-síkon, a Ravenskón, a Rédics és Göntérháza közötti magyar-szlovén határátkelőhelytől 32 km-re északnyugatra, a Lendva-patak jobb partján terül el. Közúton az A5-ös autópályán, vasúton az Őrihodos–Ljutomér–Ormosd-vasútvonalon érhető el.

## Története
Muraszombat határában, Korong irányában található Grofovsko részen 2002-ben polikulturális lelőhelyet tártak fel. A késő avar korból származó vasfaléra egy telepgödörből került elő.
A településről és Szent Miklós plébániatemplomáról már 1071-ből van közvetett adat. A 13. században a terület neve Belmura volt (azaz a Muravidék belső része); a Nádasd nemzetség egyik birtokközpontja volt itt. Írott forrásban 1348-ban Muraszombata néven említik először. A település egykor nem a mai helyén, hanem a mai Rakičan és a mai muraszombati temető között elterülő dombon állott. Kastélyát, a mai Szapáry-kastély elődjét már a 14. században említik.
1365-ben Széchy Péter fia, Miklós dalmát-horvát bán és testvére, Domonkos erdélyi püspök kapták királyi adományul illetve cserében a Borsod vármegyei Éleskőért, Miskolcért és tartozékaikért Felsőlendvát és tartozékait, köztük Muraszombat városát, mint a magban szakadt Amadéfi János birtokát. A település a későbbi századokon át is birtokában maradt ennek családnak, mely birtokközpontjáról a felsőlendvai, felső-lindvai Bánfi, felső-lindvai Herczeg neveket is viselte.
1479-ben Hunyadi Mátyástól kiváltságokat kapott. 1582-ben Podgiriay Borbálának volt itt kúriája. 1605-ben, mivel a lakosság Bocskai hadainak ellenállt, az a települést porig égette. Ezután nem a régi helyén, hanem a jelenlegi helyen, a Szapáry-kastély körül épült fel. A kastélyt 1647-ben még Széchy Tamás kastélyaként említik. 1687-ben a Széchyek fiági kihalásával Kéry Ferenc felesége, Széchy Julianna grófnő a vasvári káptalan mint hiteleshely előtt írt szerződésben muraszombati kastélyát és a hozzá tartozó uradalmat a Szapáry családnak adta el. 1690-ben Szapáry Péter Muraszombat „örökös ura” lett, a város más részei  királyi tulajdonban voltak. A Szapáryak egészen az első világháborúig voltak a város földesurai.
Egyházilag a 12. századtól 1777-ig a Győri egyházmegyéhez tartozott, ekkor azonban az újonnan alapított Szombathelyi egyházmegyéhez csatolták. 1923-tól azonban már csak formailag tartozott Szombathelyhez és 1964-ben hivatalosan is a Maribori egyházmegye része lett. A reformáció hatására lakói a 16. században evangélikusok lettek, de 1671 és 1673 között a rekatolizáció hatására újra visszatértek a katolikus vallásra. Az evangélikus egyház csak 1886-ban tudta újjászervezni az itteni plébániát, mely a vendvidéki evangélikusok központja lett.
A település sokat szenvedett a Mura áradásaitól. A 19. század elején mezővárosként a tótsági járás része volt.
A trianoni békeszerződésig Vas vármegye Muraszombati járásának székhelye volt. A járáshoz 114 kisközség tartozott 91 606 katasztrális hold területtel, lakosainak teljes száma 44 986 volt. Muraszombat volt a járási szolgabírói hivatal, a járásbíróság, az adóhivatal, a közjegyzőség székhelye. Volt itt csendőrőrs, pénzügyőrség, járási ipartestület, egyesületei közül említésre méltó a jótékony keresztény nőegylet, az izraelita ifjúsági és nőegylet, iparos és kereskedő ifjak önképző egylete, tűzoltó egylet, gazdasági fiókegylet, dalegylet, kaszinó és katolikus kör A városnak két takarékpénztára, gőzmalma, postahivatala és távíróhivatala is volt.
A várost 1918 decemberében horvát félkatonai egységek, melyek korábban a délre fekvő Muraközt elfoglalták, bevonultak Muraszombatba. Céljuk volt, hogy a területet Horvátországhoz csatolják, amivel kivívták a szlovének ellenszenvét, akik a térség Szlovéniához való csatlakozásáért lobbiztak. A magyar kormány tiltakozott a horvát katonai akció ellen, amelynek Párizsban helyt adtak. Ennek tudatában a magyar hadsereg alakulatai kiűzték a horvátokat a városból, melyek között akadtak szlovén nemzetiségű sorkatonák is a helyi lakosságból, de az akció kivitelezése természetesen nem pont az ő érdemük.
Ennek ellenére a magyar revizionisták később olyan legendát terjesztettek, hogy a helyi vendek lázadtak fel önerőből és véres csata árán űzték ki a horvátokat, nagy mértékben eltorzítva ezzel a valóságot, amelyhez még mendemondákra alapozó hamis bizonyítékokat is gyártottak. Többek között tette mindezt Mikola Sándor fizikus. A muraszombati csata soviniszta mítoszát még éveken át terjesztették, azzal hitegetve a közvéleményt, hogy a vendek még vérüket is készek áldozni, mert gyűlöletes számukra az, ha őket nem magyarnak, hanem szlávnak tartják. Ezt a nemlétező eseményt példanélküli történésként intrepretálták, holott ilyen revíziós lépések a nyugat-magyarországi felkelés, a Kercaszomori felkelés vagy a balassagyarmati felkelés során történtek, de Muraszombatban nem volt.
1919-ben itt kiáltotta ki Tkálecz Vilmos a Vendvidéki Köztársaságot, amelyet székhelyének tett néhány napra. A szlovén autonómia mozgalmak a függetlenné kikiáltandó Szlovenszka krajina székhelyének szintén ezt a várost kívánták megtenni. Még ebben az évben a Szerb–Horvát–Szlovén Királysághoz csatolták, ami 1929-től Jugoszlávia nevet vette fel. 1941-ben átmeneti időre ismét Magyarországhoz tartozott, 1945 után visszakerült jugoszláv fennhatóság alá. 1991 óta a független Szlovénia része.
2000-től Magyarország felé ismét helyreállított vasúti kapcsolata van.
2008-ban autópálya kapcsolatot kapott Lendva felé az A5-ös autópálya révén.

## Népesség
2002-ben Muraszombat község 20 080 lakosából 17 637 szlovén, 439 cigány és 138 magyar volt. Magának a városnak a népessége 12 393 fő volt.
1910-ben 6965 lakosából 1497 magyar, 122 német, 5197 szlovén, 11 horvát, 8 pedig más nemzetiségű volt.
Az elmagyarosodás is általában a városokban éreztette leginkább hatását, valamint az értelmiség döntő hányada is magyar volt, hasonlóan az ország más pontjaihoz. Több, a városban lakó szlovén származású lakos magyarosította a nevét, vagy magyarnak vallotta magát, így például Szlepecz János esperes, író és plébános is nyíltan hangoztatta, hogy magyarnak érzi magát. Anton Trstenjak szlovén utazó, amikor a 19. század végén felkereste a mezővárost, megjegyezte, hogy valódi magyarok a felsőbb rétegben vannak, valamint a zsidó kereskedők, tulajdonosok és városi vezetők között. A kispolgári lakosság kizárólag szlovén, de onnan is sokan magyarnak érzik magukat. De nemcsak szlovénok közül vallották magukat magyarnak, hanem a német származású lakosok közül is. Hartner Nándor a város néhai polgármestere, a magyarosítás és a revízió egyik elkötelezett híve is német származása ellenére szívből-lélekből magyarnak tekintette magát. Ez megváltozott a Vendvidék elcsatolásával, s attól kezdve már csökkent a magyar érzelem a szlovén lakosokban, így a következő népszámlálás után már sokan inkább szlovénnak vallották magukat. Szlepecz is évekkel később már elutasította a magyarosítást és magyarosodást, ezért mindent megtett, hogy a helyi szlovén regionális (vend) tudatot építse.

## Nevezetességei
- Szent Miklós tiszteletére szentelt plébániatemploma közvetett források alapján már a 11. században állt. Legrégebbi része a harangtorony 13. századi. A román stílusban épített ősi templomot a 14. században gótikus stílusban építették át, ekkor épült meg a szentély. Hajóját a 15. században nagyobbították és új boltozattal látták el. A 16. században újraboltozták és két oldalkápolnával bővítették. 1910 és 1912 között Takáts László építész tervei szerint építették újjá, de régi szentélyét benne a 14. századi freskókkal meghagyták.
- A muraszombati vár, a Szapáry-kastély a 16. században épült a középkori kastély helyén reneszánsz stílusban. Mai formáját a 18. század első felében történt átépítés után nyerte el. Főkapuja a barokk építészet különlegesen értékes példája. Említésre méltó még a kápolna és szalon barokk freskókkal díszített falakkal. A hatalmas épület ad otthont a Muravidéki Múzeumnak (Pomurski muzej). Parkjában számos egzotikus fa található, köztük több mint háromszáz éves tölgyfák is. A parkban a Muraköz nagyjainak emlékműve és a nemzeti függetlenségi harc 1993-ban emelt emlékműve látható.
- Az evangélikus  templom neogótikus stílusban épült.
- A főtéren a mozi előtt áll Štefan Kovač szobra, Miki Muster munkája.
- A temetőben a második világháborúban elesett partizánok emlékműve áll.
- Az egykori zsidó temetőt emlékparkká alakították át.

## Képek

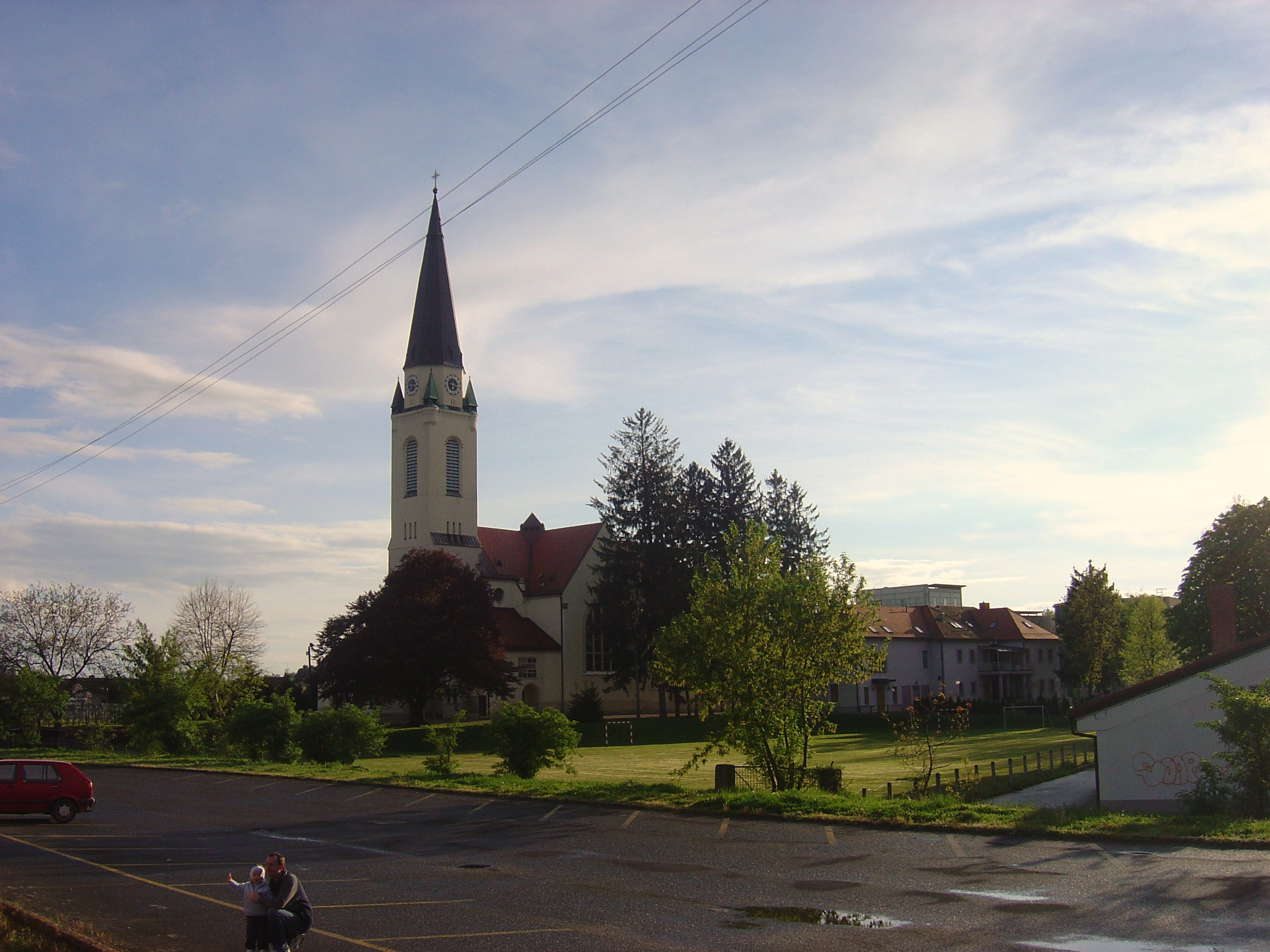
Szent Miklós plébániatemplom
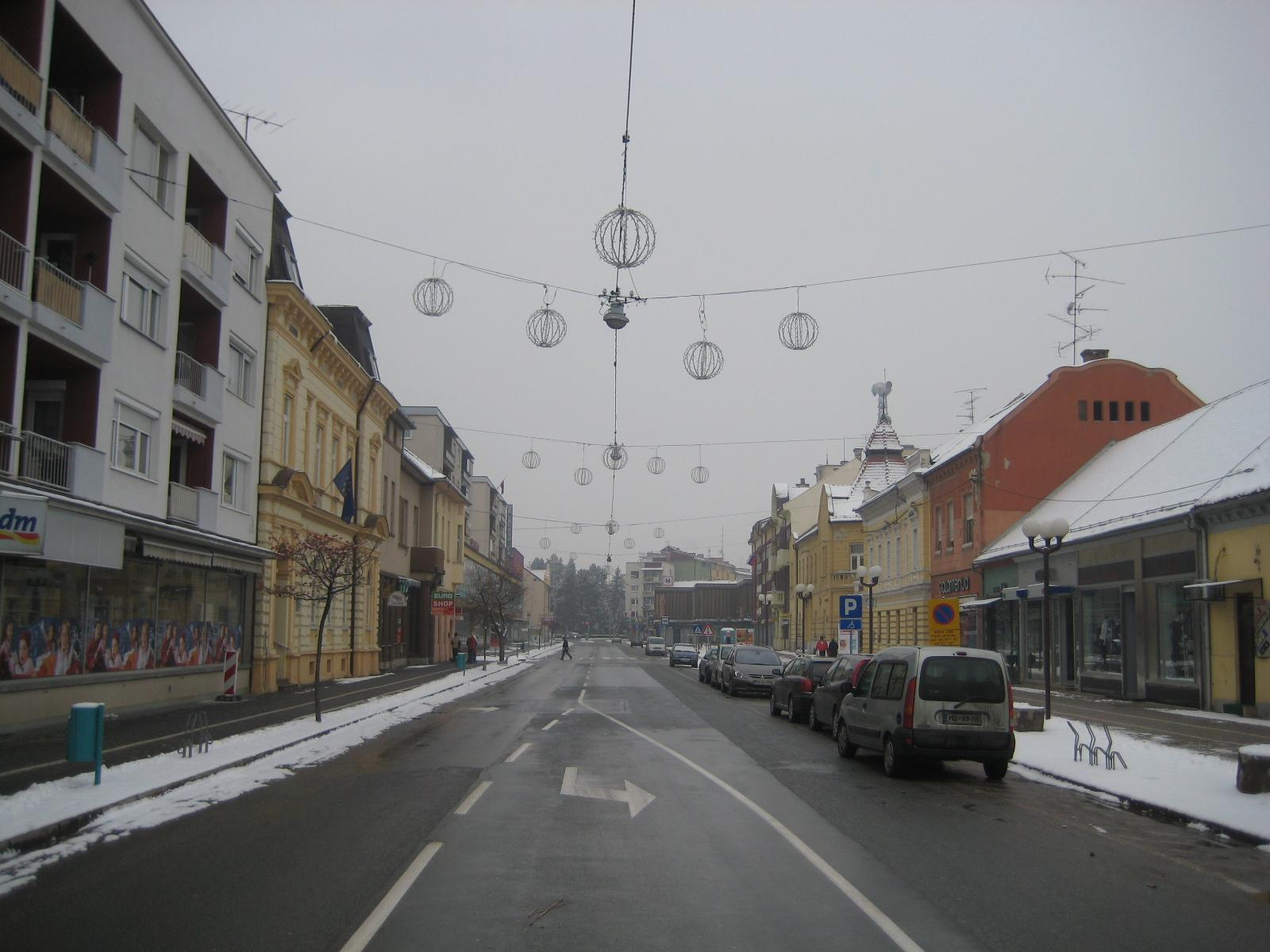
Szlovén utca
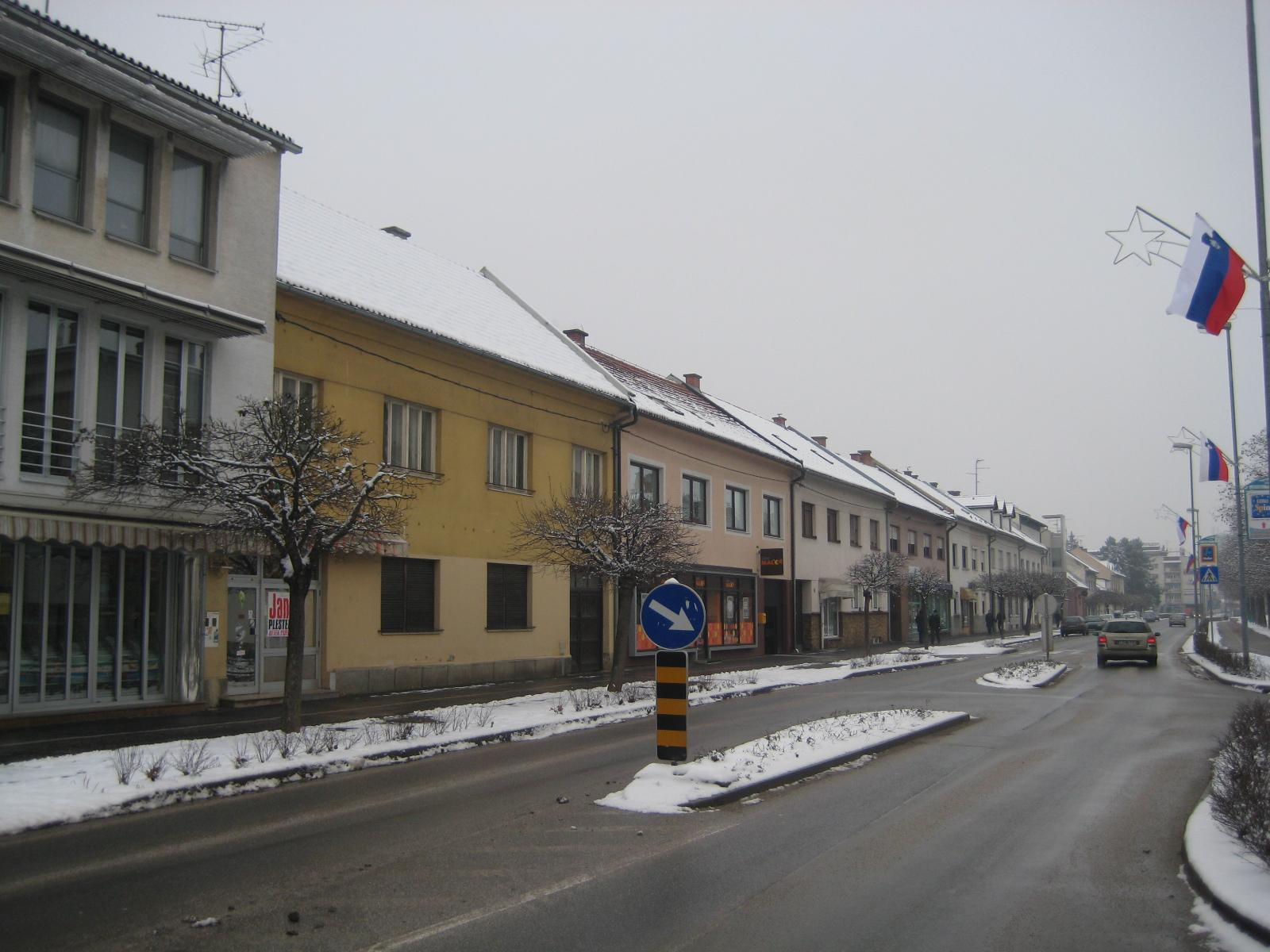
Štefan Kovač utca
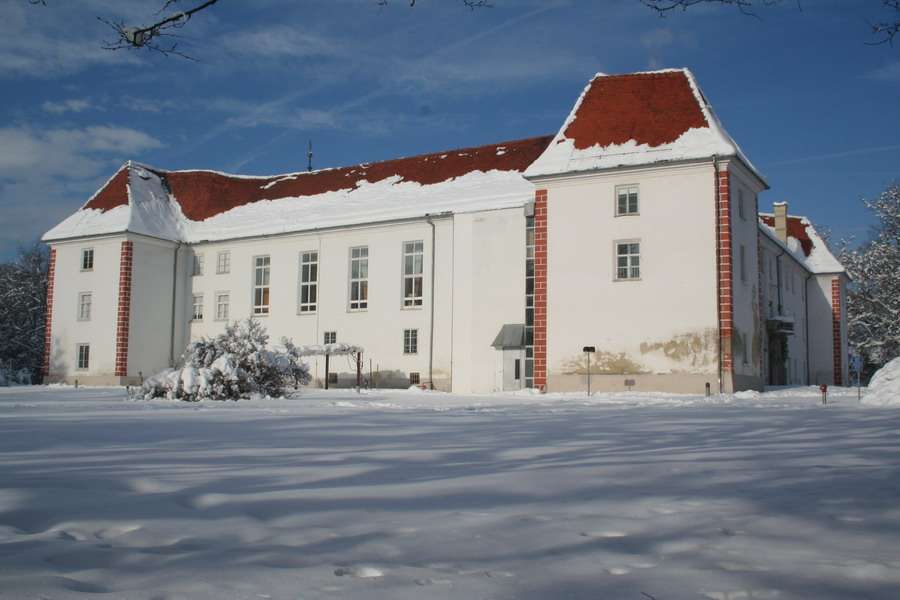
A muraszombati vár
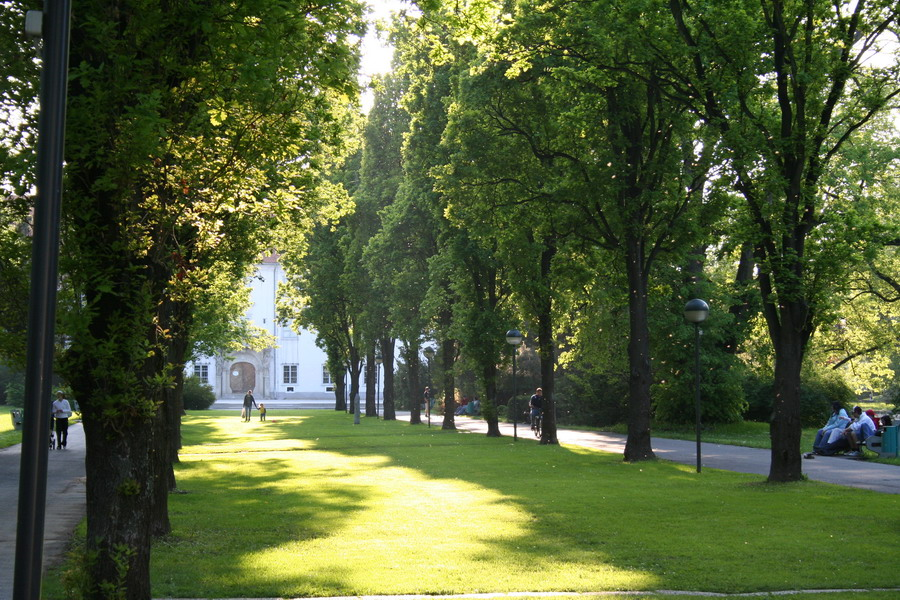
Vár sugárút

## Híres emberek
- Itt született Barla Mihály (1778 – 1824. február 4.) szlovén születésű evangélikus lelkész, író és költő
- Itt született Zsemlics István (1840. július 9. – 1891. november 10.) magyarországi szlovén római katolikus pap és író
- Itt született Szlepecz János (1872.június 14. – 1936. június 29.) magyarországi szlovén római katolikus pap, újságíró és történetíró
- Itt született Sólyom László (1908. december 17. – 1950. augusztus 19.) altábornagy, vezérkari főnök, a Rákosi-rendszer áldozata.
- Itt született Miran Györek (1952. április 13. – 2021. november 23. vagy előtte) szlovén politikus, germanista
- Itt élt Hánsék Imre  (1756. november 1. – 1826. december 7.) magyarországi szlovén katolikus pap és tótsági esperes
- Itt élt Hüll Ferenc (1800. augusztus 28. – 1880. október 28.) szlovén plébános, muraszombati esperes, prépost, történetíró és Tótság utolsó esperese
- Itt élt Bagáry József (1840.  január 8. – 1919. május 14.) magyar római katolikus plébános, a magyarországi szlovének egyik 19. századi irodalmára
- Itt élt Fliszár János (1856. június 21. – 1947. június 21.) magyarországi szlovén műfordító, költő, újságíró és tanító
- Itt élt Kováts István (1866. január 25. – 1945. december 1.) magyar evangélikus, lelkész, esperes, történész, író
- Itt élt Klekl József (1874. október 13. – 1948. május 30.) magyarországi szlovén római katolikus pap, politikai vezető

## Testvérvárosai
- Bethlehem, Pennsylvania, USA
- Ingolstadt, Bajorország, Németország
- Körmend, Magyarország
- Paraćin, Szerbia
- Podstrana, Horvátország
- Turnov, Csehország